# Castelló de Rugat
Castelló de Rugat (spanisch Castellón de Rugat) ist eine Gemeinde mit 2.352 Einwohnern (Stand: 2024) in der spanischen Provinz Valencia. Sie befindet sich in der Comarca Vall d’Albaida. Frühere Namen waren Castellón del Duc und Castellón de les Gerres.

## Geografie
Castelló de Rugat liegt etwa 80 Kilometer südlich von Valencia in einer Höhe von ca. 320 m. 

## Demografie
| 1900 | 1930 | 1950 | 1970 | 1981 | 1991 | 2001 | 2011 | 2021 |
| ---- | ---- | ---- | ---- | ---- | ---- | ---- | ---- | ---- |
| 1499 | 1516 | 1521 | 1947 | 2077 | 2045 | 2063 | 2388 | 2316 |

## Sehenswürdigkeiten
- Kirche Mariä Himmelfahrt (Iglesia de la Asunción de Nuestra Señora)
- Antoniuskapelle
- altes Rathaus, heutige Bibliothek
- Reste des Palastes der Familie Los Borjas

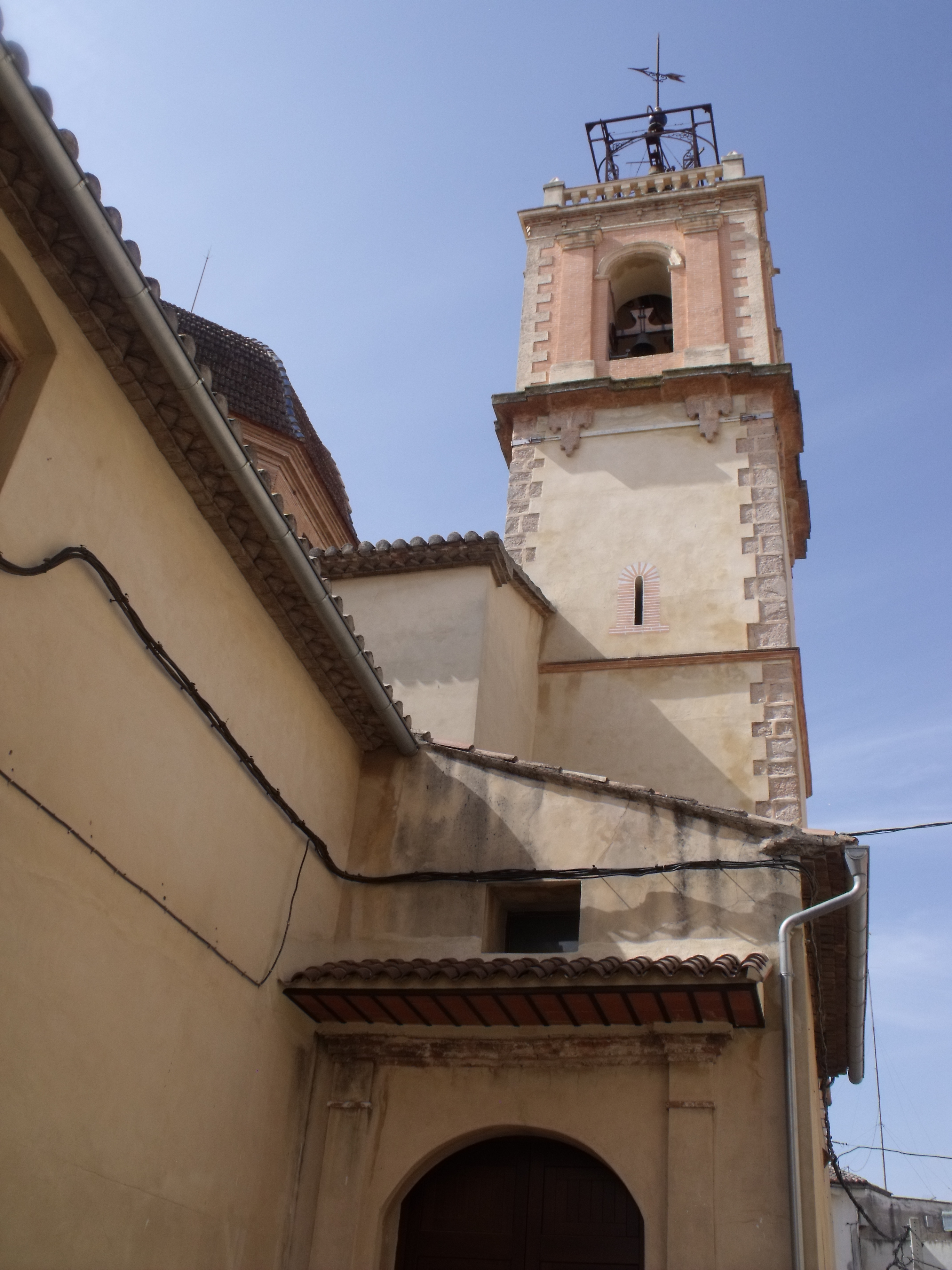
Kirche Mariä Himmelfahrt
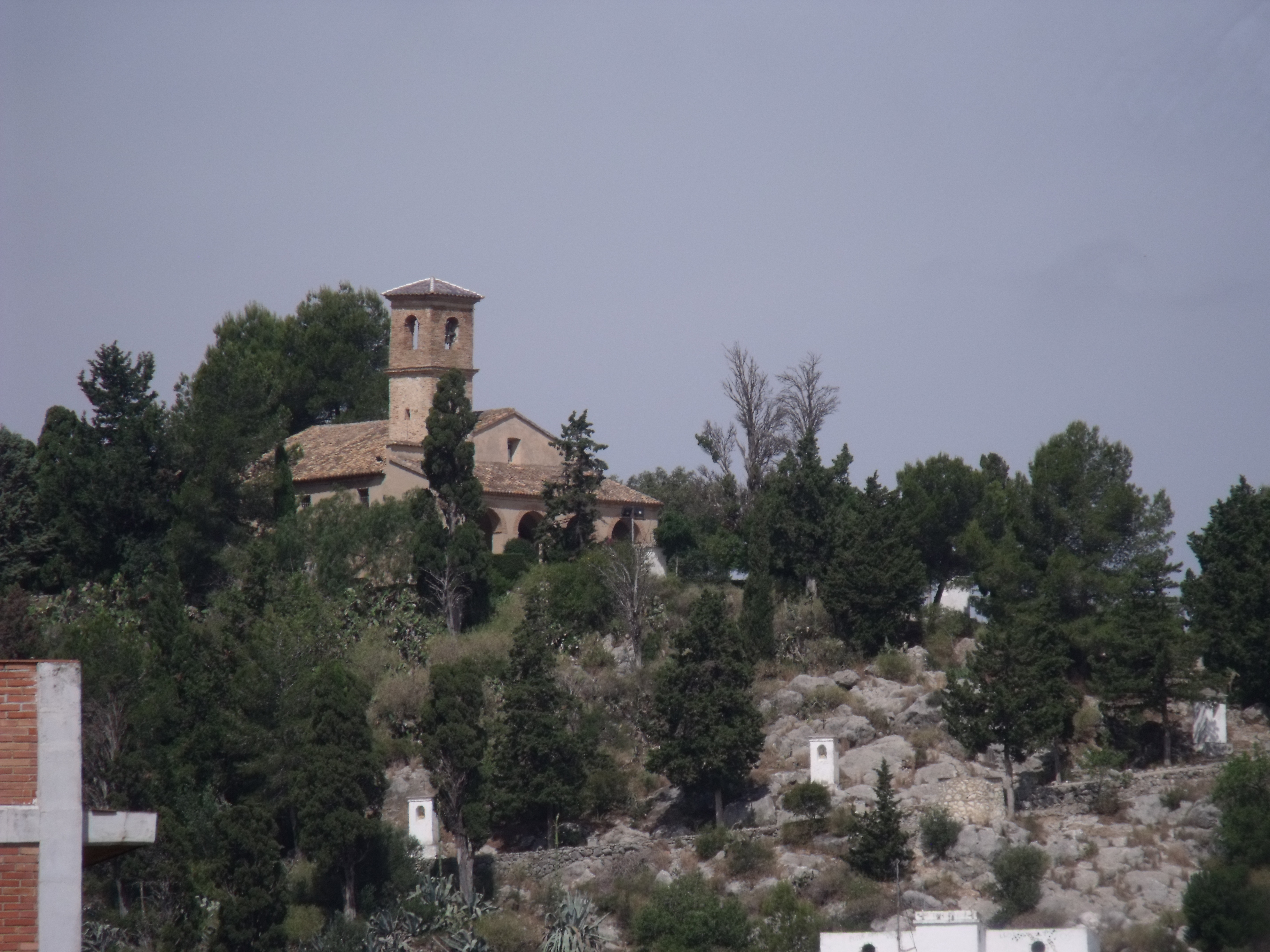
Antoniuskapelle
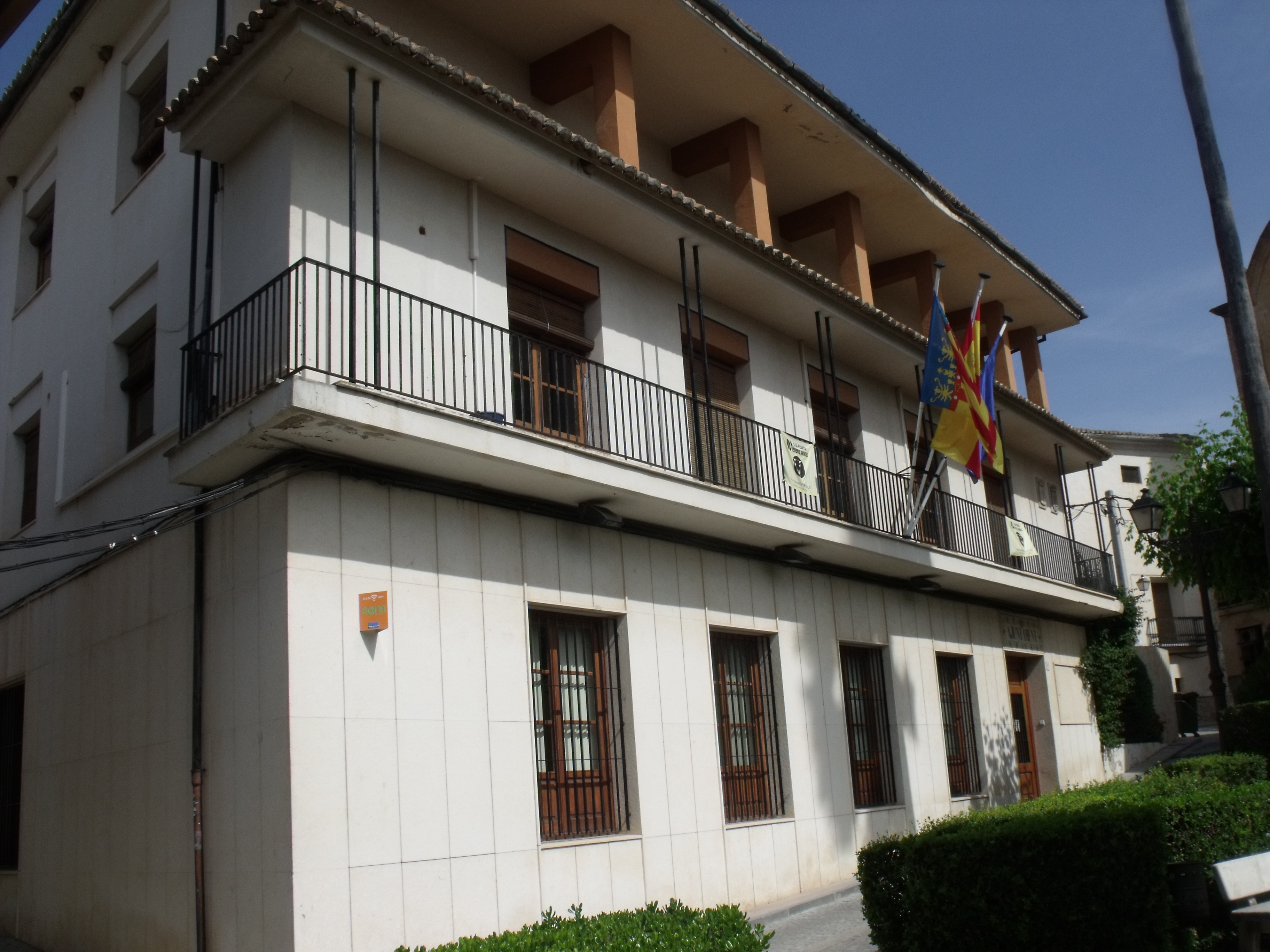
Rathaus
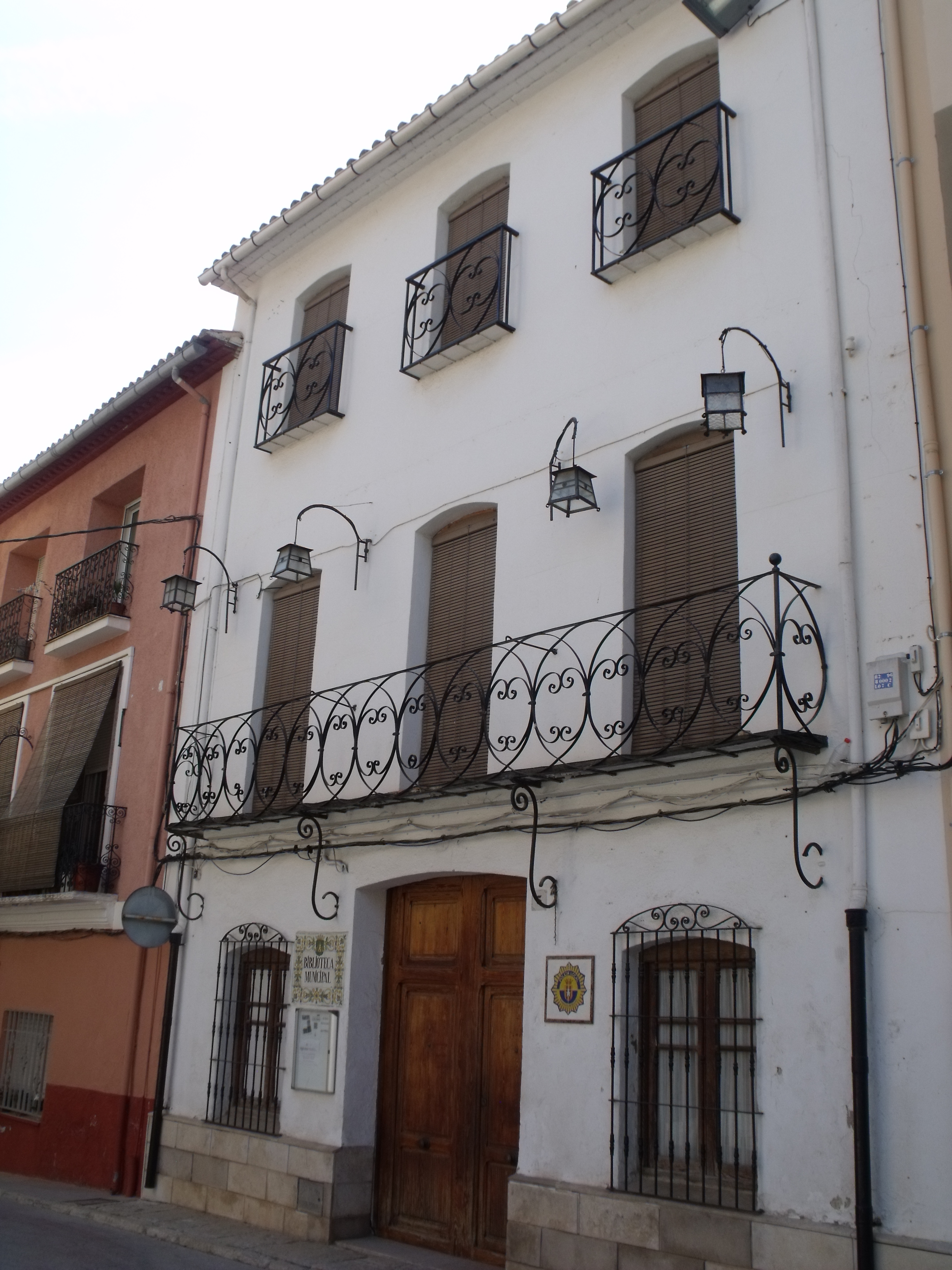
Bibliothek
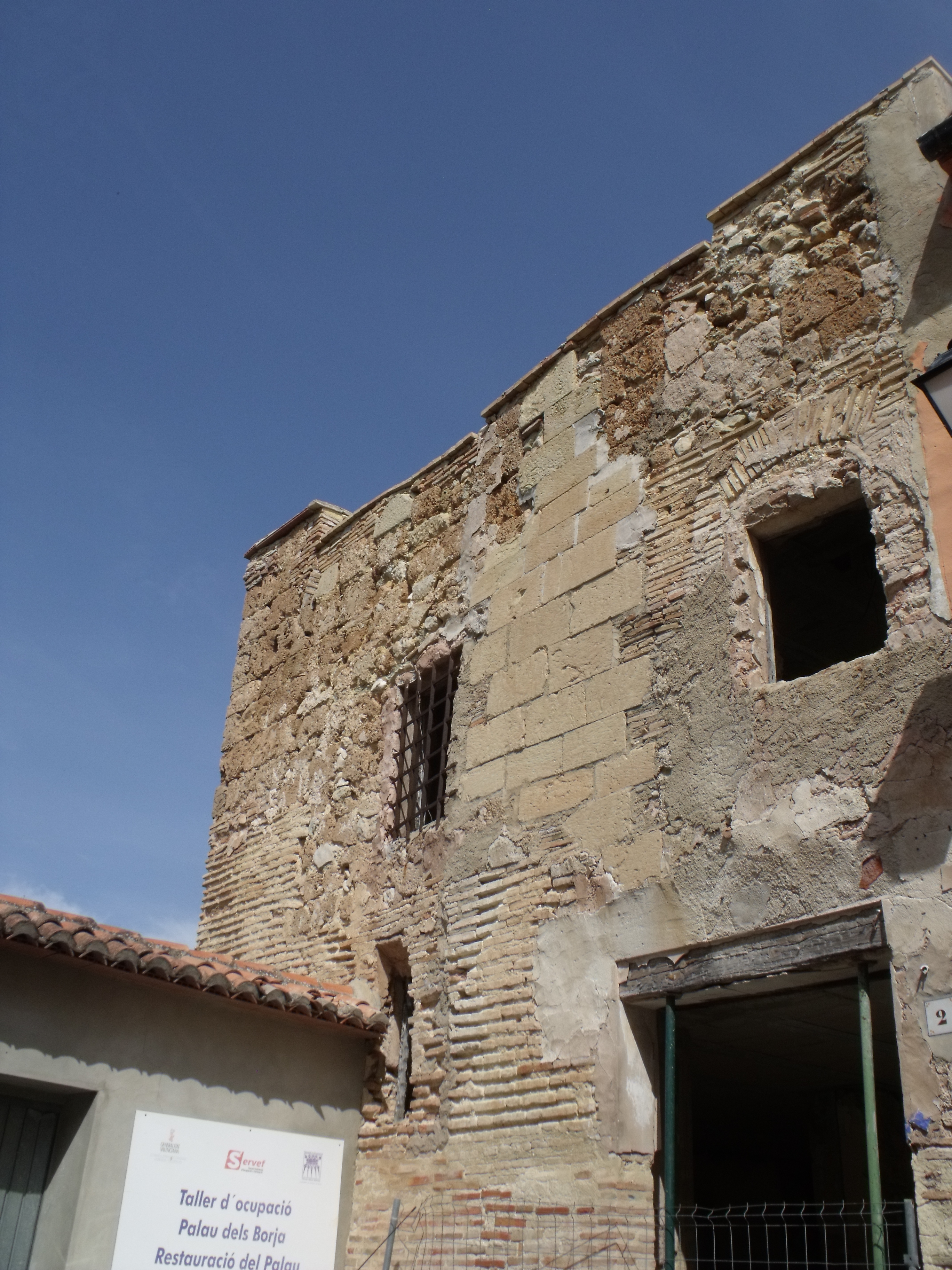
Reste des Palastes der Los Borjas